# Sleneset
Sleneset est une localité du comté de Nordland, en Norvège.

## Géographie
Administrativement, Sleneset fait partie de la kommune de Lurøy.